# Newcastle (São Cristóvão e Neves)
Newcastle é uma vila na costa norte da ilha de Neves, em São Cristóvão e Neves. É a capital da paróquia de Saint James Windward. A aldeia fica a leste do Aeroporto Internacional Vance W. Amory, e grande parte da vila teve de ser movida sobre quando a pista do aeroporto foi ampliada. Um prédio que foi demolido foi uma das primeiras fortificações coloniais, o Reduto Newcastle, datado do século XVII[carece de fontes?].